# Gundulićs torg

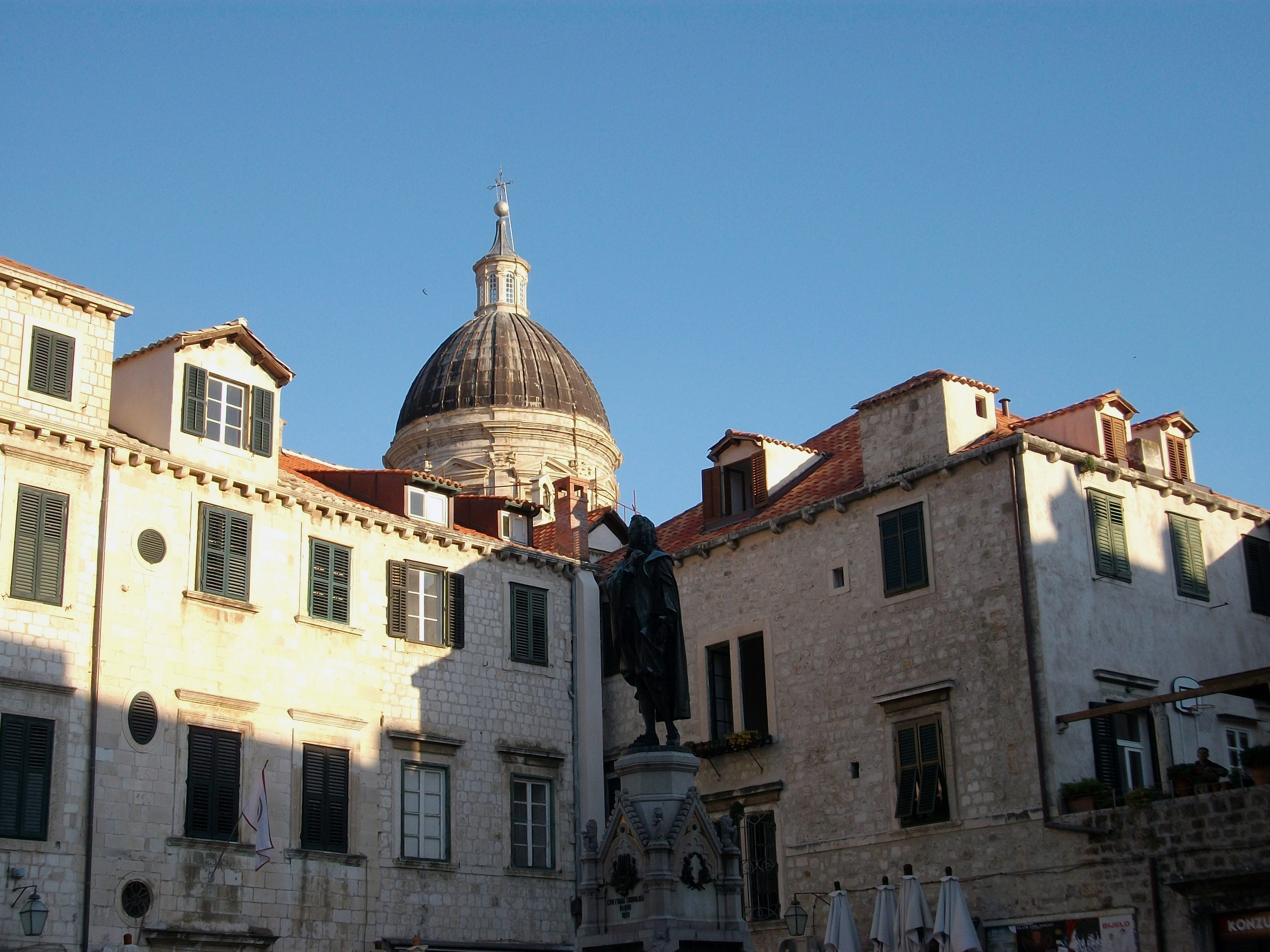
Ivan Gundulićs staty vid torget.

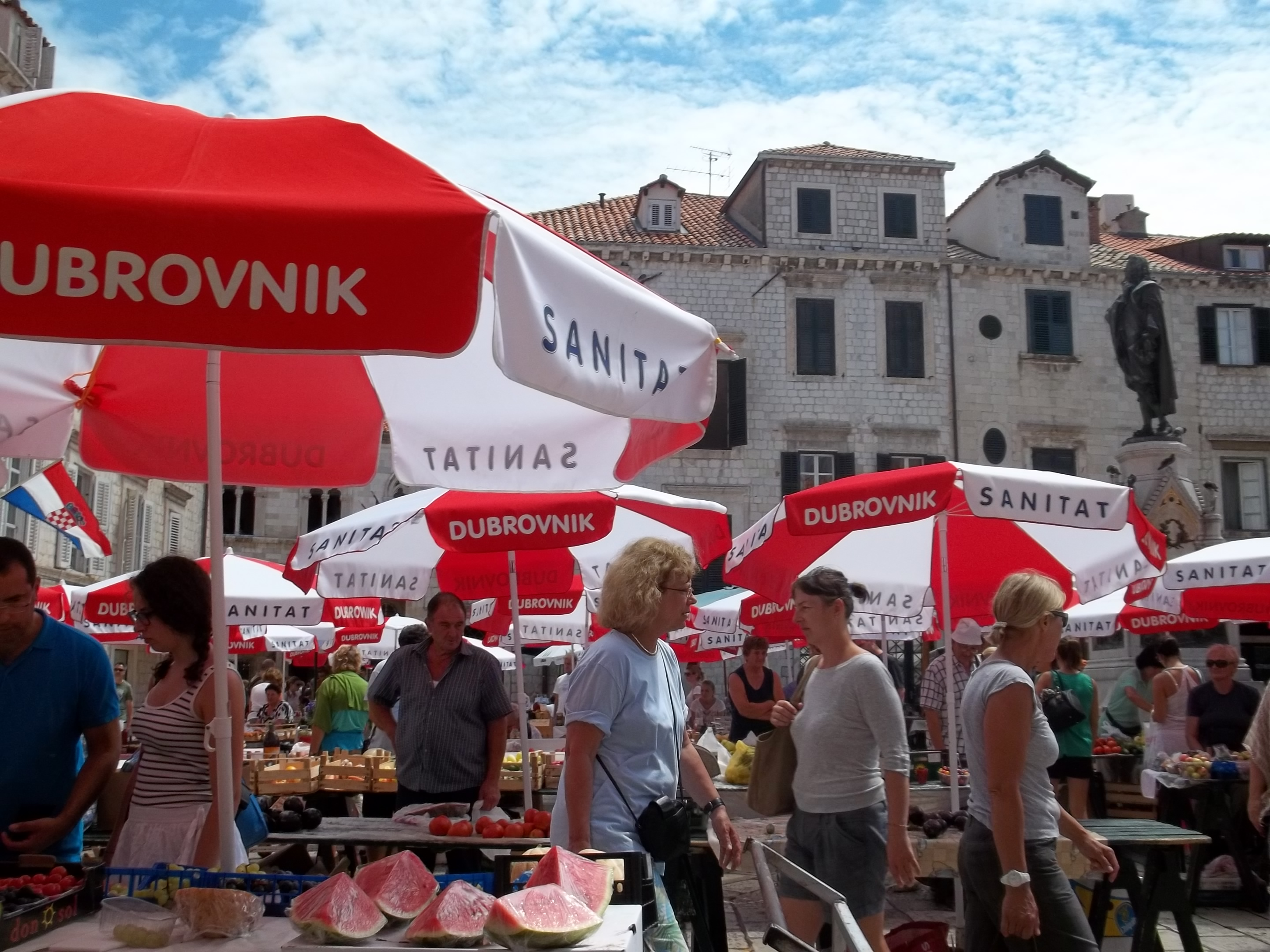
Försäljning av frukt och grönt vid torgets marknadsplats.

Gundulićs torg (kroatiska: Gundulićeva poljana) är ett torg i Dubrovnik i Kroatien. Torget ligger i Gamla stan och är uppkallat efter den lokale poeten Ivan Gundulić. Gundulićs torg är under dagtid Gamla stans främsta marknadsplats med försäljning av bland annat frukt och grönt. Centralt på torget som anlades efter den stora jordbävningen 1667 stor en staty föreställande Ivan Gundulić. Marknadsplatsen är den äldsta som fortfarande är i bruk i Dubrovnik och en av Gamla stans turistattraktioner.

## Ivan Gundulićs staty
År 1893 avtäcktes en staty föreställande Ivan Gundulić på torget. Statyn är ett verk av Ivan Rendić och har konstnärliga reliefer som symboliserar och beskriver scener ur Gundulićs främsta verk. En stolt kvinna sittande på en tron och två odjur symboliserar staden Dubrovnik och dess frihet. Draken som biter i tronen symboliserar hotet från det Osmanska riket och det bevingade lejonet (Sankt Markuslejonet) som biter i mattan som tronen står på symboliserar Venedig och dess hot mot stadens frihet.

### Fotnoter
1. 1 2 3 4 5  Dubrovnikcity.com (engelska)
2. ↑  Dubrovniks turistförening Arkiverad 19 december 2014 hämtat från the Wayback Machine. (engelska)
3. ↑  Dubrovniksungardens.com Arkiverad 5 december 2014 hämtat från the Wayback Machine. (engelska)